# نوستك تيبتي
نوستك تيبتي (الاسم العلمي:Nostoc tibeticum) هو نوع من البكتيريا يتبع جنس النوستك من الفصيلة النوستكية.